# Kapisztrán Szent János
Kapisztrán János (latin: Ioannes Capistranus, olasz: Giovanni da Capestrano), katolikus nevén Kapisztrán Szent János (Capestrano, 1386. június 24. – Újlak, 1456. október 23.) itáliai ferences szerzetes, vándorprédikátor, inkvizítor, aki a zsidóüldözések fanatikus előmozdítójaként is ismert lett.
Ő maga nem szabott ki halálos ítéleteket, de tevékenysége kétségkívül hozzájárult a vallási türelmetlenség brutális túlkapásaihoz. 1456-ban, 70 évesen keresztes sereget toborzott a „pogány” törökök ellen.
A katolikus történetírás egész napjainkig folytatta a személyének dicsőítését és apológiáját, míg a világi történészek erőszakos, fanatikus hitszónokként jellemzik.
A római katolikus egyház a tábori lelkészek és a Magyarországi Katonai Ordinariátus védőszentjeként tiszteli. Két amerikai ferences misszió névadója.

## Élete
Nagy hatású szónok, a törökök elleni küzdelemnek egyik előharcosa. Perugia kormányzója volt, 1415-ben azonban egy lázadás alkalmával elfogták, s a börtönben Assisi Szt. Ferenc hatása életváltoztatásra intette. Ezután belépett a ferences rendbe. Prédikálva járta be Itáliát, majd mint pápai legátus és inkvizítor sokfelé működött. Először az itáliai inkvizíció itáliai munkájában segédkezett, majd 1439-ben Lombardiába és Burgundiába ment, hogy segítsen felszámolni V. Félix ellenpápa hatalmát, majd a francia királyságban, Flandriában és a Német-Római Birodalomban tevékenykedett a pápaság pozícióinak megszilárdulásáért. Tizenkét barát kísérte őt, akik fordították szónoklatait és inkvizítorként segítettek neki az eretnekeket támadó vádak elkészítésében.
1455-ben jött Magyarországra, ahol nagy hatású prédikációival hatalmas sereget gyűjtött Hunyadi Jánosnak és maga is harcolt a törökök ellen. Így érdemelte ki a "katonaszent" becenevet. Hunyadi János után két hónappal maga is a nándorfehérvári táborban uralkodó pestis áldozata lett.

### Ifjúkora
Egy előkelő családban, az Aquila közelében található Capestrano faluban született. Innen kapta a Kapisztráni nevét.
Apja "északi báró", minden valószínűség szerint német származású zsoldoskapitány, mert a család később Tedeschinek, azaz Németnek nevezte magát. Az Anjou uralkodókkal költözött délre, és végül a nápolyi király hűbérese lett. A Nápolyi Johanna körül kialakult hatalmi viszály miatt sokat szenvedett a környék, és bizakodva tekintettek a határozott idegen úrra. Tőle azt remélték, hogy megvédi a népet. De hamarosan, 1392-ben életét vesztette, és ellenségei könyörtelenek voltak. János gyermekkorának egyik szörnyű élménye volt, hogy a szeme láttára égették fel atyja várát.
János ifjúkorában világi életet élt, jogot tanult, a perugiai egyetemen a jogtudós Pietro de Ubaldis tanítványa volt, sikeres bíró és csakhamar a nápolyi törvényszék elnöke lett. 1412-ben Nápolyi László Perugia kormányzójává nevezte ki. Mivel a város az idegen uralom elleni zavargások helyszíne volt, János azt kapta feladatul, hogy kemény kézzel állítsa helyre a rendet, amit sikerrel teljesített is. 1416-ban azonban a szomszéd tartományi központ, Rimini ura elfogta és börtönbe vetette. A fogság alatt János kétségbeesésében elvetette egész korábbi életét, és amikor sikerült kiváltani a fogságból magát, 1416. október 4-én belépett a ferences rendbe, annak a Szent Ferenc szerinti eredeti regulája szerint működő, szigorúbb, az egyéni aszkézist és a szegénységet különösen előtérbe helyező obszerváns ágába.

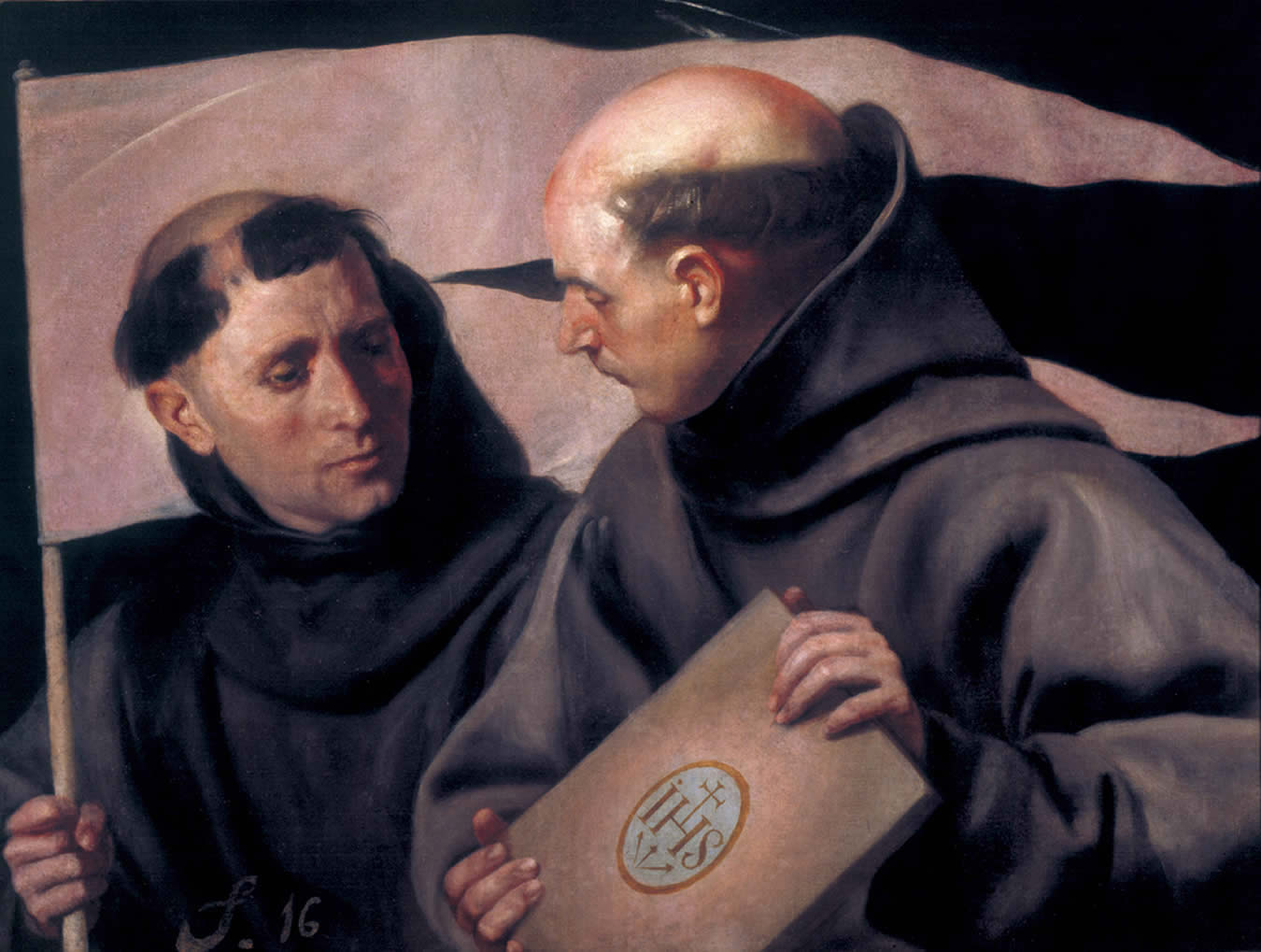
Alonso Cano: Sienai Szent Bernardin és Kapisztrán Szent János

Az első időkben személy szerint élte az ősi ferences életformát, majd törvényhozója lett az obszerváns irányzatnak. IV. Jenő pápával közösen ő alkotta meg az obszerváns szabályzatot, és mindent megtett annak érdekében, hogy egész Európában meghonosítsa.
Sienai Bernardin, a ferences rendtársa volt, aki Jézus Krisztus nevének monogramját (IHS) arany betűkkel egy kis pajzsra írta, majd prédikációi végén felmutatta. Kapisztrán a tanítványa lett. Tőle tanulta, hogy kell a tömegeket megszólítani.
Bernardinot követve pappá szentelésétől 1420-tól kezdve nagy hatással tartotta prédikációit számos városban. Nevének hallatán akkora tömeg gyűlt össze, hogy a templomok nem tudták befogadni az embereket, így aztán többnyire a tereken tartotta prédikációit. Amikor nem prédikált, az eretnekséget ostorozó műveket írt.
Az igehirdetés közben tevékenyen támogatta Szent Bernardin reformjait, melyek főként a renden belüli szigorúbb hierarchikus fegyelmet irányozták elő. Sienai Szent Bernardinhoz hasonlóan különös tiszteletet tulajdonított Jézus szent nevének, ami miatt őt is eretnekséggel vádolták meg. 1429-ben Jánost más obszerváns szerzetesekkel együtt Rómába rendelték és társai, mint kiváló szónokot őt bízták meg, hogy tisztázza őket a vádak alól, ami a bíborosi testület előtt sikerült is neki. („Kapisztrán a Jézus-monogramot ráfestette azokra a zászlókra, melyek alatt Nándorfehérvárnál (1456) a török ellen harcoltak. Az egykorú leírások szerint a Hunyadi és Kapisztrán vezérelte sereg ajkán Jézus nevével győzte le a törököket.”) Hamarosan már az inkvizíció fő vezetőjeként tevékenykedett Ferrarában, Velencében, majd Szicíliában.

### Pápai követként

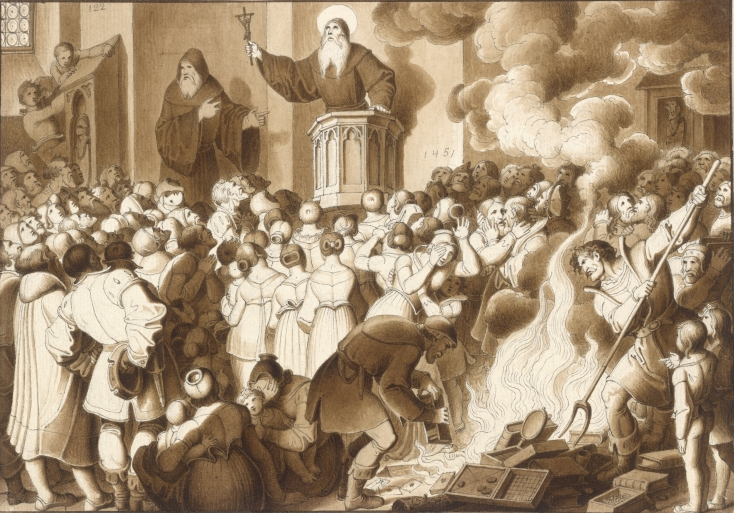
Kapisztrán többször prédikált a Sátán mesterkedései, azaz a szerencsejátékok ellen

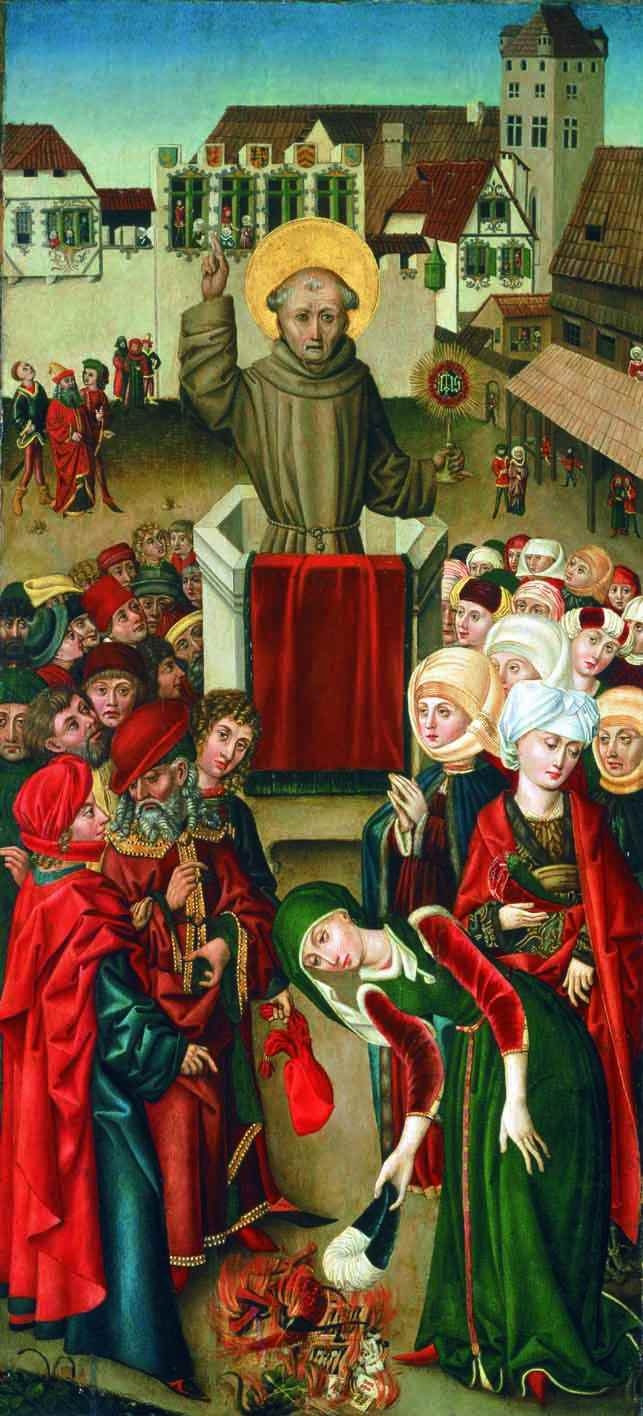
Kapisztrán János előtt, a nők és a férfiak szétválasztott sorai között lángol a „hiúságok máglyája”, ismeretlen művésztől származó festmény

IV. Jenő és V. Miklós gyakran bízták meg követi feladatokkal, melyekben mindig nagy lelkesedéssel vett részt. 1439-ben őt küldték követségbe Milánóba és Burgundiába, hogy V. Félix ellenpápa működését megakadályozza, 1446-ban a francia király udvarába helyezték pápai nagykövetként, ahol 1449-re sikerült végleg felszámolnia az akkor már 70 éve fennálló avignoni ellenpápaságot. Kapisztrán jó szónok volt, s minden esetben egyházának érdekeit szem előtt tartva írt és beszélt. Cselekedeteit bibliai érvekkel igyekezett alátámasztani.
Azok, akik az Úr oltárához vannak rendelve, fényként világítsanak, és az erkölcsi feddhetetlenség tiszteletreméltó példájával járjanak elöl, kerüljék a bűnök minden szennyét és tisztátalanságát. Erényes életük által legyenek saját maguk és embertársaik számára a föld sója, tetteik ragyogó fényességével a világ világossága, és világítsák meg mások életét, hiszen isteni tanítónk, Jézus Krisztus nemcsak apostolainak és tanítványainak, hanem az ő összes utódainak és a papoknak is mondta: Ti vagytok a föld sója. Ha a só ízét veszti, ugyan mivel sózzák meg? Nem való egyébre, mint hogy kidobják, és az emberek eltapossák (Mt 5, 13).
1451-től működési helyét a Habsburgok bécsi udvarába tette át, mint a pápa apostoli nunciusa. Szolgálatának ideje alatt bejárta a Német-római Birodalom, Csehország és Magyarország területét. Huzamosabb időt töltött IV. Kázmér lengyel királynál is. A 15. század itáliai prédikátorai közül az egyetlen volt, aki Itálián kívül is nagy hatást gyakorolt. Prédikációit latinul mondta el, majd a beszédét egy tolmács a képessége szerint elmagyarázta a hallgatóságának.

### Inkvizítorként
1233. április 20-án IX. Gergely pápa bullát adott ki az egyházi törvényszék, a pápai inkvizíció,  a  tévelygő eretnekség kinyomozására felállítandó papi szervezet létrehozásról. V. Miklós pápa 1447-ben valamennyi eretnek inkvizítorává tette és megerősítette azokban az inkvizítori fölhatalmazásokban, amelyekkel V. Márton pápa ruházta föl, s amelyeket IV. Jenő pápa még 1432. május 1-jén megerősített.
Kapisztránt inkvizítori tisztséggel ruházták föl mindenféle „eretnekséggel” szemben és területi korlátok nélkül. Az inkvizíció vezetőjeként az eretnekek üldözését irányította Lengyelországban, Németországban, Csehországban, Magyarországon és Moldvában. A katolikus egyház által eretneknek ítélt csoportok ellen harcolt, s az eszközökben nem válogatott. Kíméletlenül küldte máglyára a tiltott tanok követőit. Az egyik legemlékezetesebb ilyen akciójára 1449-ben került sor. Anconában és Firenzében tevékenykedett ekkor. Fabriánóban egyházbírósági eljárás alá vonta a fraticellók egyetlen, még életben maradt vezérét, akit aztán máglyahalálra ítéltek. A fraticellók mozgalma ezzel Itáliában lényegében megszűnt.
A kor gondolkozása szerint mindez kemény, de az egyház és a katolikus hívek üdvét szolgáló eljárás volt, ahogy maga Kapisztrán is utal rá a Regulához írott magyarázatában:
„... mindezt abból érthetjük meg, hogy [Krisztus] ezt mondja: »És ha a te szemed, a te kezed vagy a te lábad botránkoztat meg téged« stb. A szemen a főpapot érthetjük, a kéz meg a láb a nekik alárendelteket jelenti. És ebben van a legfőbb tökéletesség, azaz a jámborság érdeme, hogy a veszélyben a vallás egész testével álljunk készen, eltávolítva és levágva a test terméketlen, száraz és bűzlő tagjait.
Mindeközben vitatkozott, prédikált, levelezett. Az uzsorakamat ellen is fellépett. A korabeli híradások szerint vándorútja során több tízezres, sőt, néhol százezres tömegek hallgatták prédikációit. 1429-ben Guardia Greli városában Kapisztrán János hatalmas tömeg előtt prédikált a Sátán mesterkedései (diabolus, ludorum inventor), azaz a szerencsejátékok, valamint a női hiúság ellen. Mindenekelőtt azonban a csehországi husziták német és magyar földön is rohamosan terjedő vallási mozgalmának megsemmisítését tűzte ki célul. 1450-ben III. Frigyes német-római császár, titkára, Enea Silvio Piccolomini javaslatára és közvetítésével ausztriai prédikációs körútra hívta a nagy hírnévnek örvendő obszerváns vikárius generálist.
1451 júliusában írtaː
„Csehországba akarok menni, hogy kiirtsam ott azt a szörnyű eretnekséget, amely az egész országot megfertőzi.” 
Néhány nappal később elindult Brünnbe, azzal a szándékkal, hogy meg sem áll a husziták fészkéig, Prágáig.
Mindent elkövetett a cseh husziták és a római pápa küldöttei közötti béketárgyalások megakadályozására, mert mindenfajta békés megoldásban az eretnekséggel való összejátszást látott. Az iglaui 1436-os rendeletet, a huszitáknak adott vallási szabadságot nem fogadta el, inkább arra hajlott, hogy felelevenítse ellenük a keresztes háborúk szellemét.
A források szerint 1453.  február  13-án  érkezett  meg  a sziléziai Boroszlóba, ahol folytatta térítő munkáját. Inkvizítorként – a „zsidók ostorának” is tekintett Kapisztrán – 41 zsidó máglyahalálában játszott egyházbírói szerepet vérvád és ostyavád alapján.
Inkvizítorként egyházbírósági javaslatban megjelölhette akár a börtön-, akár a halálbüntetést, amit a világi hatóságoknak kellett végrehajtania.
Vallási türelmetlensége kiemelkedő volt, Magyarországon gyakran intézett támadásokat intézett az ortodox románok és szerbek ellen is. Keményen bírálta ezeket az „eretnekeket.” A történészek alapján Kapisztrán aktívan részt vett az eretnekek kivizsgálásában, ezt tekintve semmiben nem tért el a korának szellemétől.

### Antiszemita szónokként
A "zsidók ostoraként" is emlegették, mert nagyszerű tettnek tekintette az ellenük uszító prédikációt, mivel azok nem fogadták el Jézust Messiásként és kortársaihoz hasonlóan őket okolta Krisztus megfeszítéséért is. Az antiszemita hangulatot pedig egy ilyen karizmatikus prédikátor még inkább fel tudta korbácsolni.
Bajorországban, Ausztriában, Morvaországban és Csehországban, Sziléziában és Lengyelországban mindenhol fellázította a lakosságot a zsidók ellen, akik nem hajoltak meg a Szentszék előtt és akiket ő a kereszténység ellenségeinek tekintett. Amerre csak elhaladt, mindenütt véres zsidó pogromok jelezték az útját.
Prédikációiban arra buzdította a hallgatóit, hogy bánják meg bűneiket és harcoljanak a „szabadgondolkodók” ellen és a zsidókat keresztény gyerekek meggyilkolásával vádolta. A zsidók rettegtek a közeledtétől, mert szentbeszédei az ellenük való zavargásra való felhívásnak tűntek. Ennek ellenére egyes helyeken, például Nürnbergben a napi prédikációinak meghallgatását a zsidók számára kötelezővé tették. A velük szembeni ellenszenvét pedig Kapisztrán sokféleképp, itt Nürnbergben is kifejezésre juttatta.
A bajor hercegek, Lajos és Albert, Kapisztrán uszító beszédének hatására a zsidókat kiűzték a hercegségükből; Bajorországban pedig egyes helyeken arra kényszerítették a zsidókat, hogy ruhájukon viseljék a megkülönböztető, megalázó jelzést (1452). Gottfried würzburgi hercegpüspök, Frankföld uralkodó hercege, aki korábban kiváltságokkal ruházta fel a hercegsége zsidóit, a prédikációi hatására 1453-ban rendeletet adott ki a zsidók száműzetéséről. A városoknak és a földbirtokosoknak megparancsolták a zsidók elűzését.
Sziléziában az úgynevezett istenkáromlás kivizsgálását maga Kapisztrán végezte. Kínzásokkal sikerült kicsavarnia néhány áldozatból a nekik felrótt bűncselekmények hamis vallomását.
A sziléziai városokban a felkoncolt és elűzött zsidók vagyonán nyíltan osztozkodott, ahogy ő maga mondta, az Isten dicsőítésére, s a kereszténység tiszteletére örök időkre kitiltotta a zsidókat, és házaikat, zsinagógáikat és temetőiket a polgároknak ajándékozta.
Egyik életrajzírója, Kulcsár Péter korabeli források alapján a következőképp mutatja be több "főbűnös zsidó" kivégzést:
A város közepén Kapisztrán János törvényt látott. Jelen volt a város püspöke, a városi hatóság, a császár és László király tanácsosai. Megparancsolta, hogy a vallásgyalázó zsidókat hozzák elő, azután állítsanak fel négy serpenyőt égő szénnel telve. Ennek megtörténtével levetkőzteti őket, mezítelen testtel, arccal felfelé mindegyiket külön-külön erősen a padra kötözteti, és azután megparancsolja a négy hóhérnak, hogy vasfogókkal szaggassák le róluk a húst, és vessék a serpenyőbe, hogy megégjen. Így a húst annyira lenyúzták róluk, hogy az összes csontjuk kilátszott. Ezután a város kapitányai a húsuktól teljesen megfosztottakat négy részre vágatták, és a szokott módon a keresztutakra kifüggesztették az összes gonosz zsidó és keresztény elrettentésére.
Egyesek szerint Kulcsár idézeteiben a brutalitás szintje, a részletek hangsúlyozása (pl. „serpenyő”, „vasfogó”, „csont kilátszik”) a 20. századi antiklerikális retorika része. Ennek ellenére más források is hasonló kegyetlenségről számolnak be, hogy akik nem voltak hajlandók áttérni, azokat szörnyű kínhalállal végezték ki.
Boroszlóban 1453 nyarán több mint negyven zsidót máglyán égettek meg. Mások a kínzástól félve öngyilkosságot követtek el, egy rabbi pedig felakasztotta magát. A 7 évnél idősebb, többi zsidót kiűzték a városból, a 7 évnél fiatalabb gyermekeiket elvették tőlük, és erőszakkal megkeresztelték őket.
Az őt védő szerzők alapján a zsidó pogromok Kapisztrán távollétében pattantak ki, amikor ő már továbbállt, de ez nem menti fel őt a brutális kegyetlenségek felelőssége alól. Kapisztrán zsidókkal szembeni ellenszenvét nem lehet titkolni  és akit ő megvádolt a bíróság előtt, azt nagy eséllyel végül bűnösnek is találták.
Lengyelországban Kapisztrán szövetségesre talált Zbigniew Oleśnicki püspök-bíborosban, aki sürgette IV. Kázmért, hogy törölje el a zsidóknak adott kiváltságokat. Hosszabb időt töltött a lengyel királynál  és azzal vádolta, hogy megsértette a kánonjogot azzal, hogy különleges jogokat biztosított a lengyelországi zsidóknak. Olesniczki követelésének támogatásával ellenállás esetén szörnyű pokolbeli szenvedéssel fenyegette meg őt, és nagy szerencsétlenséget jósolt az országnak. A király először nem volt hajlandó engedelmeskedni; de amikor 1454. szeptemberében a lengyel hadsereg vereséget szenvedett a Német Lovagrenddel vívott háborúban (amelyet titokban a pápa és a lengyel katolikus egyház is segített), és ahogy a lengyel papság bejelentette, hogy Isten megbüntette az országot a király egyházzal szembeni hanyagsága és a zsidók védelme miatt, Kázmér 1454-ben engedett és visszavonta a kiváltságokat. Ez számos lengyel városban is a zsidók üldözéshez vezetett.

### Karizmája
Kapisztrán János  negyven éven át prédikált, naponta legalább egyszer, s néha három óra hosszat. Ha valahol megjelent, eseményszámba ment. Aszkéta életet élt, gyalog és mezítláb közlekedett, napjában egyszer étkezett, mindig húsmentesen, életrajzírói kiemelik, hogy alig aludt, akkor is a puszta földön, és állandóan vezeklőövet viselt.
Kétségkívül korának egyik legnagyobb hatású prédikátora volt, aki rendkívüli szónoki képességeivel és lelkesítő jelenlétével hatalmas tömegeket vonzott. Prédikációit többnyire nyilvános terekre szervezett szabadtéri alkalmakon tartotta, gyakran tízezrek hallgatták. Beszédeiben a bűnbánat, a megtérés és a keresztény erkölcsi megújulás voltak a központi témák, különös hangsúllyal a tízparancsolat és a hét főbűn tanításán. 1442-ben IV. Jenő pápa megbízásából Burgundiába és Flandriába, 1451-ben a husziták ellen harcolva Európa középső területeire ment, s (Jézus apostolaihoz hasonlóan) mindig tizenkét ferences testvér kísérte, – egyikük egy Péter nevű soproni áldozópap, – akik részben tolmácsai voltak, hiszen ő mindig latinul beszélt, társai pedig az írnok szerepét is betöltötték. Kapisztránt és 12 rendtestvérét Isten angyalaiként fogadták a hívők.
Járt Olmützben, Passauban, Augsburgban, Würzburgban, Nürnbergben, Erfurtban, Jénában, Magdeburgban, Lipcsében, Boroszlóban, Krakkóban. Beszédet mondott birodalmi gyűléseken Regensburgban és Frankfurtban. A frankfurti birodalmi gyűlésen is részt vett, többek közt hogy a törökök ellen verbuváljon egy keresztes sereget.
A híres prédikátort a beszédeinek helyszínein fejedelmi fogadtatásban várták. Korabeli életrajzírója, Cristoforo da Varese alapján:
„... fényes fogadtatásban részesült mind Isten, mind a nép részéről, körmenetben vezették a székesegyházhoz, ahol, miután fogadta őt a püspök és a papság, egy tudós doktor hosszú beszédet mondott...  majd a neki előkészített szálláshelyre vezették, mindenki kimondhatatlan boldogságától övezve.
Aztán Cristoforo da Varese hosszan sorolja az általa meggyógyult betegeket, köztük a bénákat, süketeket, vakokat. Egy virágvasárnap azonban maga Kapisztrán is annyira megbetegedett, hogy prédikációját egy rendtársának kellett elmondani.
Időnként a prédikációja alatt látomása lett és állítólag kapcsolatba került a természetfeletti világgal.
Egyes nézetek szerint középkori népszerűségét jelentős részben karizmatikus személyisége és csodatévő híre alapozta meg. A kortársak szerint különleges lelki karizmával bírt, amely révén embereket indított bűnbánatra, megbékélésre, sőt testi betegségekből való gyógyulásra is. A néphagyomány és a prédikációihoz kapcsolódó beszámolók szerint Kapisztrán rendszeresen gyógyított meg súlyos betegeket, katolikus források alapján egyes helyeken még halottakat is feltámasztó szentként emlegették. Több harmadrendi kórházat is alapított, ezek működését rendszeresen felügyelte. Ezek a jelenségek a középkori vallásosság világában a szentség jeleinek számítottak, és hozzájárultak ahhoz, hogy már életében rendkívüli tisztelet övezze.
(Az ún. szentekről szóló legendákat természetesen nem szabad hiteles forrásnak tekinteni.)
Gyógyító erejét különösen akkor emelték ki, amikor a pestisjárványok idején érintkezett betegekkel – gyakran testi érintéssel –, és több forrás szerint ezek után a betegek állapota javult vagy teljesen felgyógyultak. Ezek a csodatévő mozzanatok nemcsak a szentté avatási eljárás dokumentumaiban kaptak hangsúlyt, hanem a népi vallásosságban is mély nyomot hagytak, hozzájárulva kultuszának terjedéséhez Közép- és Kelet-Európában.

### Katonaszentként

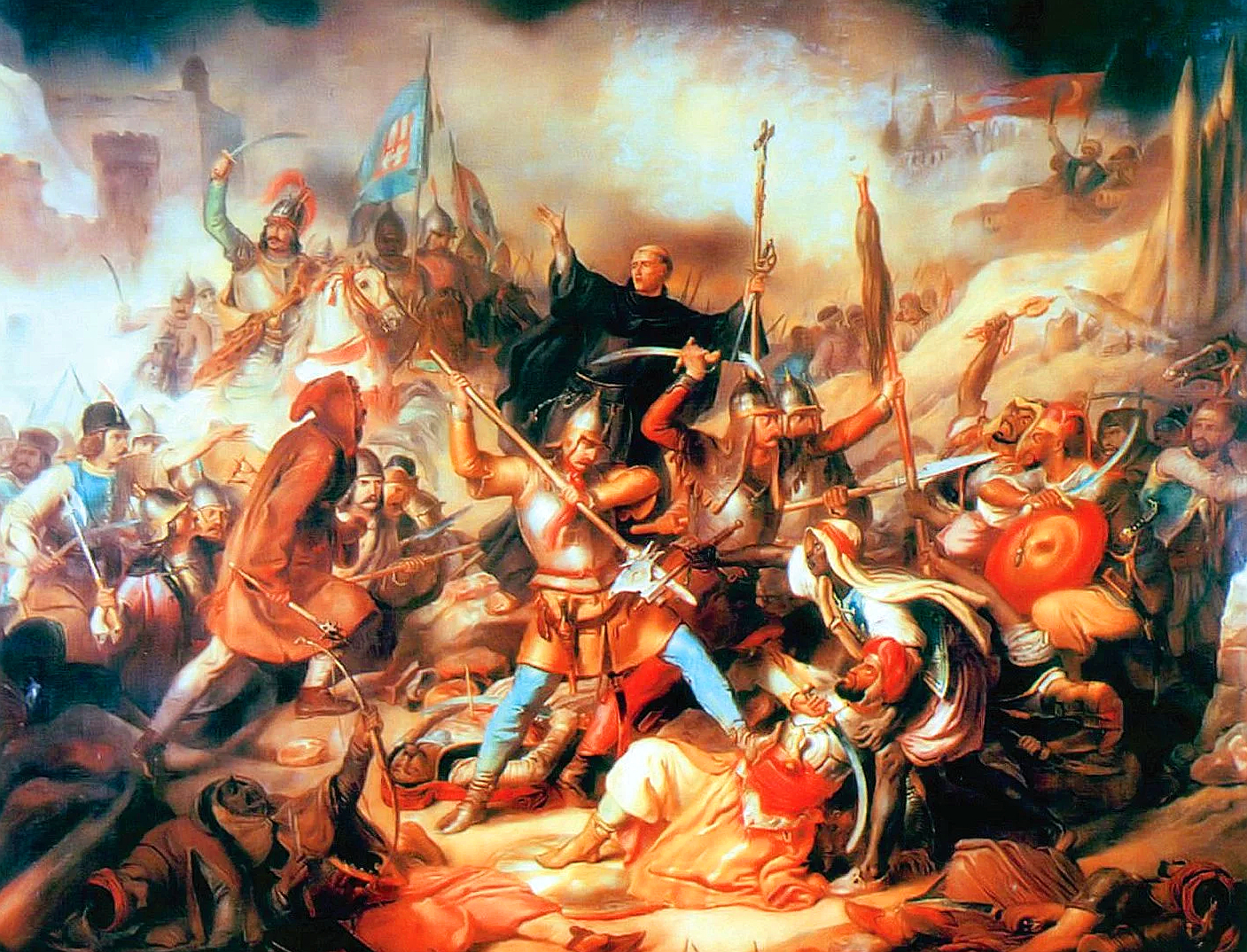
A nándorfehérvári diadal. Ismeretlen 19. századi festő munkája

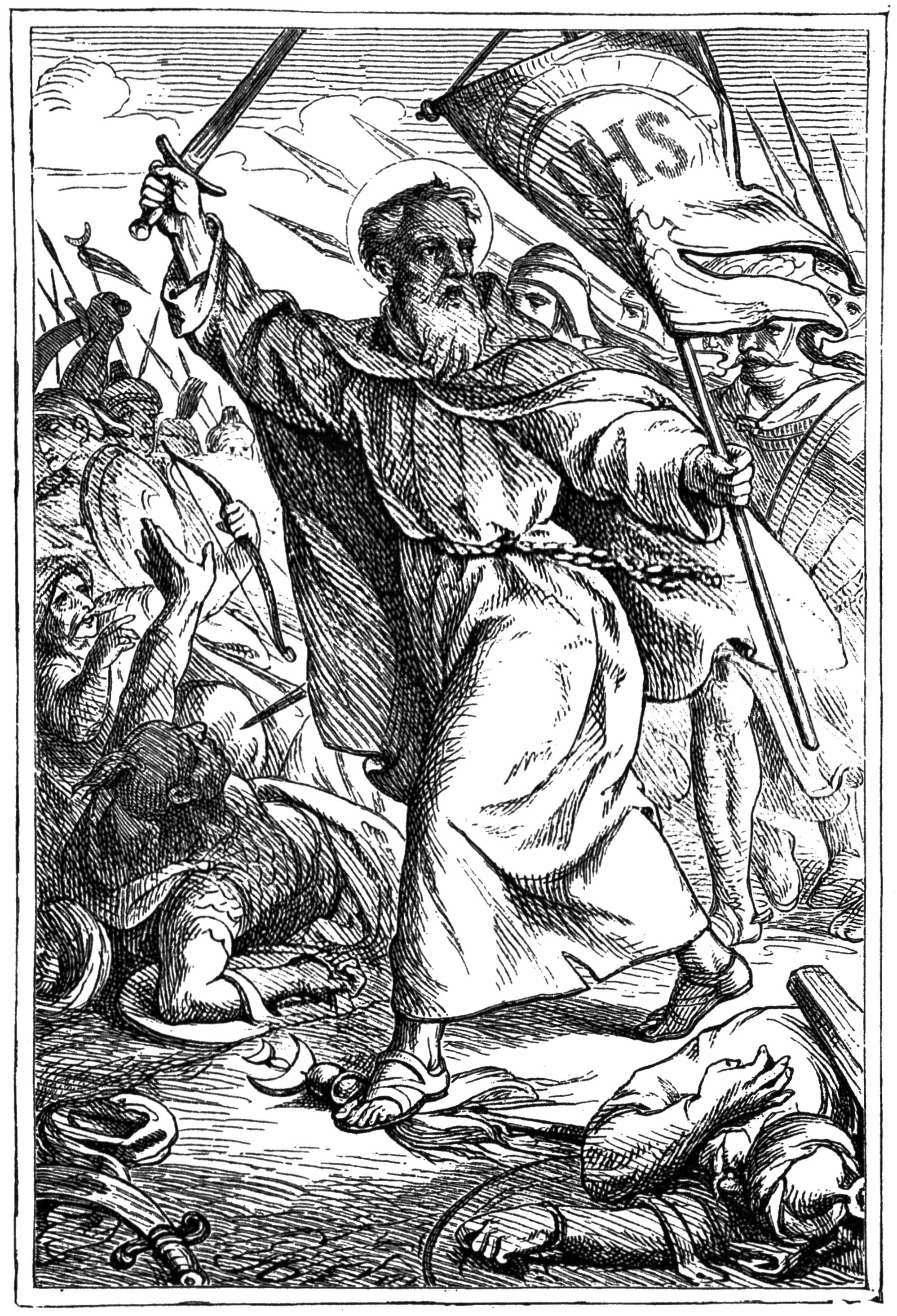
Kapisztrán a Jézus-monogramot (IHS) festette azokra a zászlókra, amelyek alatt a törökök ellen harcoltak (fametszet)

Miután 1453-ban Konstantinápoly elesett, 1454-ben III. Kallixtusz pápa a hetvenes éveihez közeledő Kapisztrán Jánost küldte, hogy fanatikus lelkesedésével főként a német régiókban az Oszmán Birodalom ellen gyűjtsön kereszteseket.

#### Magyarországon
1455-ben Magyarországra érkezett és a „pogány” törökök elleni széles keresztény összefogás létrehozásán fáradozott.
Magyarországi fogadtatásáról kortársa, Giovanni di Tagliacozzo így ír: 
„Alig lépett be az országba, elé jött az egyházi ruhába öltözött papság, a bíboros és a másik érsek, püspökök, apátok, az egyházi prelátusok, ereklyékkel, sőt némely helyen az oltáriszentséggel, mindkét nembeli nép égő fáklyákkal, gyertyát, lobogót, faágat tartva, a harangok ünnepélyes zúgása közben, és a legnagyobb tisztelettel, örömkönnyek mellett, vidám énekszóval kísérték... Oly nagy tömeg gyűlt össze, hogy csak a szabad mezőn és a legnagyobb termekben fogadhatta őket.
Győrben több alkalommal prédikált és Cristoforo da Varese alapján a prédikációi alatt bemutatta csodatevő képességét.
1456 januárjában az erdélyi urakat az „eretnek” husziták ellen buzdította. Ez év márciusában a pápához írt levelében a huszitákat jelölte meg a legrosszabb emberekként, akik "sem Istentől, sem embertől nem félnek".
(A levelei majdnem mind megmaradtak és a 20. század végén is a Capestranoban, a róla elnevezett kolostorban őrizték őket. 1896-ban a milleniumra kiadták a magyar vonatkozású leveleit.)
A korábbi sikertelenséggel nem törődve 1456 tavaszán újra lelkesen fogott hozzá a keresztesek toborzásához. Hadat gyűjtve, a hozzá fordulóknak a bűnök bocsánatát, a túlvilági büntetés elengedését hirdette.

#### A nándorfehérvári csata
A sikeresen összegyűjtött irreguláris sereggel 1456 nyarán Hunyadi János táborába sietett, hogy segítse őt Nándorfehérvár megvédésében, melyet akkor már II. Mehmed szultán serege ostromolt. Miután Hunyadi hajóhadával áttörte Baltoglu török admirálisnak a Dunán Zimony vonalában felállított hajóhadát, Kapisztránt és az általa toborzott sereget a Száva szigetére küldte. Hunyadi pedig zsoldosaival bevonult a várba, ahol a védők, élükön Hunyadi sógorával, Szilágyi Mihállyal már csak nehezen tartották magukat a szétlőtt falak között. A szultán július 22-én rohamra küldte seregét, ám a vár védői visszaverték a törökök elitalakulatait.
A következő napon Mehmed újabb rohamot akart indítani, de a döntő összecsapást végül a véletlen idézte elő: történt ugyanis, hogy Kapisztrán fegyelmezetlen csapataiból néhány keresztes vitéz átkelt a folyón, és a török tábor szomszédságából nyilazni kezdte az ellenséget. Példájukat egyre többen követték, a szpáhik és janicsárok pedig lassan hadrendbe álltak, hogy szétverjék a támadókat. Kapisztrán meg akarta akadályozni az összecsapást, ezért  csónakba szállt, ám kísérlete fordított eredményt ért el: katonái úgy vélték, a szerzetes rohamra buzdítja őket, ezért hamarosan követték "példáját", és áteveztek a Száván, hogy összecsapjanak a törökkel.
Kapisztrán maga is fegyvert fogott, és belevetette magát a harcba. Akik vissza akarták tartani, azoknak ezt kiáltotta:
„Aki fél, meneküljön, én negyven évig szomjaztam, vártam és kerestem ezt az alkalmat! 
Miután a csata elkezdődött, a meglepett oszmánok őrizetlenül hagyták táborukat és tüzérségüket, Hunyadi János pedig élt az alkalommal, kitört a várból, és egy lovasrohammal elfoglalta az állásokat. Az oszmán tüzéreknek arra sem maradt idejük, hogy hasznavehetetlenné tegyék ágyúikat, így hamarosan a törökök azt tapasztalhatták, hogy a frontális támadás mellett ágyútüzet kaptak a hátukba. Rövid, öldöklő csata következett, mely során a keresztesek és a várvédők felmorzsolták a támadókat, és megfutamították őket.
Kapisztrán egyik kísérőjére és életrajzírójára, a fiatal Giovanni di Tagliacozzo jellemzően a nándorfehérvári győzelmet teljes mértékben Kapisztránnak és kereszteseinek tulajdonította, Hunyadi Jánost, Szilágyi Mihályt és hadaikat másodsorba helyezte.

### Halála

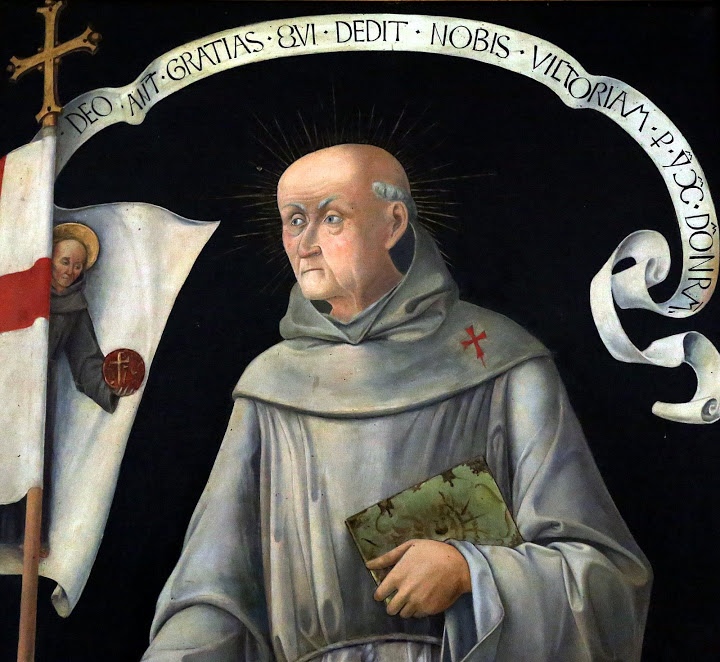
Kapisztrán Szent János (festmény-részlet, Pannonhalma)

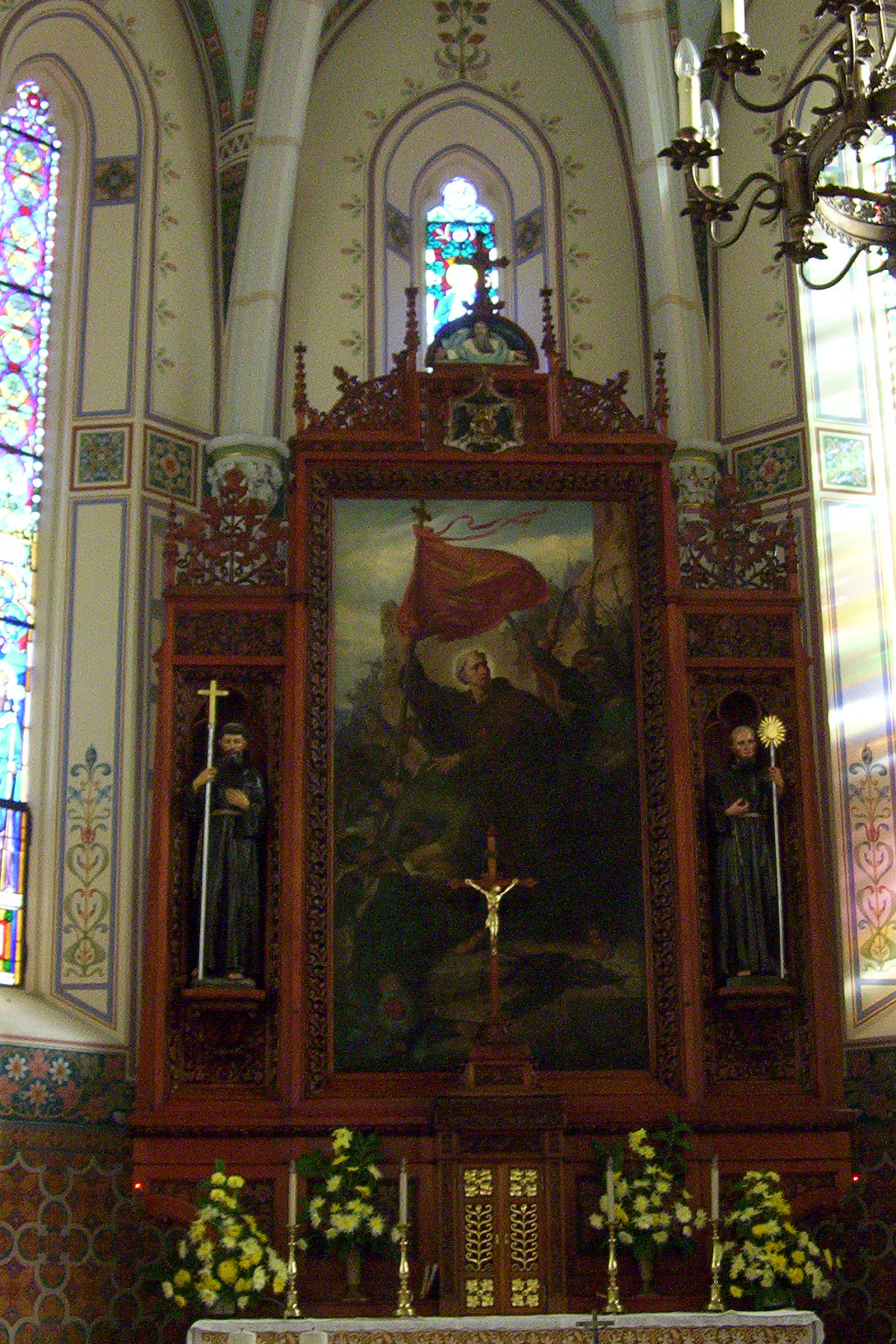
A horvátországi Újlak Kapisztrán János-kápolnájának oltárképe

A nándorfehérvári csata után Kapisztrán gyóntatta és adta fel Hunyadira az utolsó kenetet, amikor a hadvezér pestisben megbetegedett és haldoklott. Kapisztrán János nem sokkal a diadal után szintén a táborban dúló pestis áldozata lett.
Betegágyán a Szerém vármegyei Újlakon maga V. László király is meglátogatta a ferencesek rendházában. Kívánságára a pápától kapott kereszttel ékesített ruhában temették el.

## Teológiája
Kapisztrán János teológiája elsősorban gyakorlati és moralizáló jellegű volt, amelyet a ferences obszervancia szellemében formált. Prédikációiban a bűn és a megtérés kérdései álltak a középpontban, különösen a nagyböjti időszakban.  A tízparancsolat és a hét főbűn alapján rendszerezte a bűnöket, hangsúlyozva az egyéni lelkiismeret szerepét és a bűnbánat szükségességét. A mágikus-babonás gyakorlatokat az első parancsolat megsértésének tekintette, és különösen elítélte egyes keresztények szombattartását, amelyet „judaizálásnak” nevezett. Üldözte az uzsorakamatot és szenvedélyesen elítélte a szegények kihasználását és kifosztását.
A pápaság szolgálatában a negyedik parancsolatot – „Tiszteld apádat és anyádat” – a felebarátokkal és feljebbvalókkal szembeni kötelességek alapjaként értelmezte, és összekapcsolta az istenkáromlás bűnével, jelezve a szülőkkel és Istennel szembeni tiszteletlenség közötti folytonosságot.
Kapisztrán teológiáját a ferences obszervancia szigorú követése határozta meg, amely a Szent Ferenc által adott regula szellemében való életet jelentette. Ez a szemlélet a keresztény élet hiteles megélését és az Egyház tanításainak következetes alkalmazását hangsúlyozta.
Prédikációi egyszerű stílusban, de gazdag képi világgal közvetítették a keresztény dogmatika lényeges témáit, amelyek körül akkoriban sok zűrzavar volt. Írásai, amelyek részben tőle magától, részben hallgatói feljegyzéseiből maradtak fenn, a pápa főségéről, a házasságról, a ferences regula magyarázatáról és jogi szabályok kommentárjairól szólnak.
Összességében Kapisztrán János teológiája a bűnök rendszerezésére, a lelkiismeret vizsgálatára és a ferences regula szigorú követésére épült, célja pedig a katolikus keresztény élet hiteles megélése és az Egyház tanításainak következetes alkalmazása volt.

## Emlékezete
Holttestének később, az újkorban nyoma veszett, állítólag a maradványait Nagyszőlősre vitték és ott a 16. században Perényi Ferenc hívei kútba dobták. Az újlaki ferences templomban ma zarándokhelyként őrzik emlékét.
Itt említendő – bár ez nem közvetlen Kapisztrán személyének állít emléket –, hogy III. Kallixtusz pápa a keresztesek győzelmének örömhírére bevezette az Urunk színeváltozása új ünnepet, és a győzelem emlékét őrzi a déli harangszó is, amelyet a harcolók megsegítésére rendelt el még az ostrom előtt.
Az 1520-as években elindult a szentté avatási eljárása (canonisatio), de végül Kapisztrán Jánost csak 1690-ben VIII. Sándor pápa avatta szentté, ünnepét 1890-ben vették fel a római naptárba, akkor március 28-ára.
1921-ben a pápai breve (okmány) engedélyezte, hogy hivatalosan is a magyar hadsereg mennyei védnökévé nyilvánítsák. Raffay Sándor a következő kijelentéssel fejezte ki a Kapisztrán-bizottság elnöki tisztét elutasító levelét: „Kapisztránnak lehet szobrot állítani, de hadsereget adni nem lehet, mert ez a hadsereg a nemzeté és nem egy felekezeté!”
Szobrát 1921-ben a budai várban a helyőrségi templom előtt állították fel. 1922-ben a politikai és katonai vezetés a Kapisztrán-szobor avatásán a távollétével tüntetett.
Halálának napja és katolikus emléknapja október 23.

### Emlékhelyek

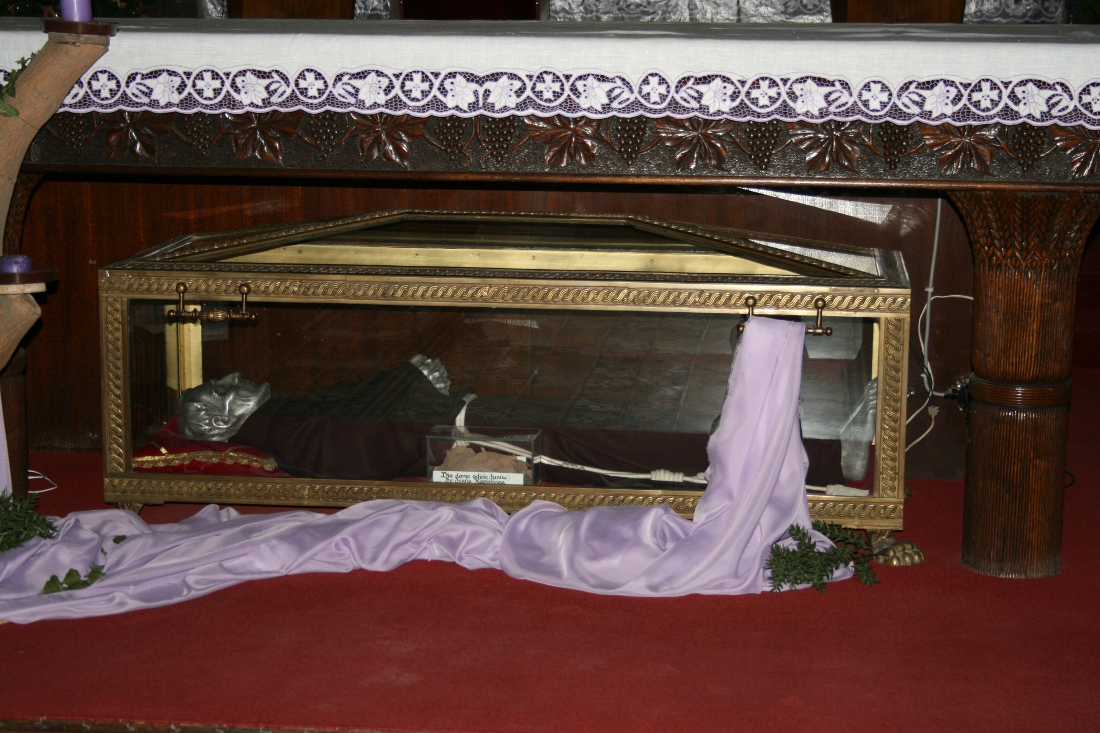
Újlak Kapisztrán kápolna. Kapisztrán János emlékét ma az oltár előtti új sír őrzi

- Kapisztrán János kápolna Újlakon (Ilok), amely a vár oldalában található.
- Az újlaki templomban, a bejárat mellett balra található Kapisztrán János emléktáblája horvát nyelven. A templom oltárképén szintén Kapisztrán János alakja látható, amint zászlóval a kezében vezeti harcba a parasztkatonákat.
- Nándorfehérvár megvédése után Újlakra hozták a pestisben megbetegedett Kapisztrán Jánost, aki itt halt meg és itt is temették el. Sírját a város török kézre kerülése után feldúlták, holttestét meghurcolták. A bátor egyházfi Kapisztrán János emlékét ma az oltár előtti új sír őrzi. A Maradványokat a harcos lelkületű szentnek tulajdonítják.
- Hagyománnyá vált minden év október 23-án, Kapisztrán Szent János liturgikus emléknapján, hogy egy hivatalos magyar küldöttség vesz részt a Kapisztrán János szülőhelyén, az olaszországi Abruzzo tartomány Capestrano nevű városában, ahol résztvevője a polgári és egyházi ünnepségeknek.[61]

### A populáris kultúrában
„Kapisztrán átka” (The Curse of Capistrano) címen jelent meg Johnston McCulley 1919-es regénye, amelyben a kaliforniai álarcos hős, más néven Zorro szerepel. Először ötrészes folyóirat-sorozatként jelent meg. A történetet 1920-ban adaptálták a Zorro jele (The Mark of Zorro) című 1920-as amerikai némafilmbe.

## Ábrázolásai

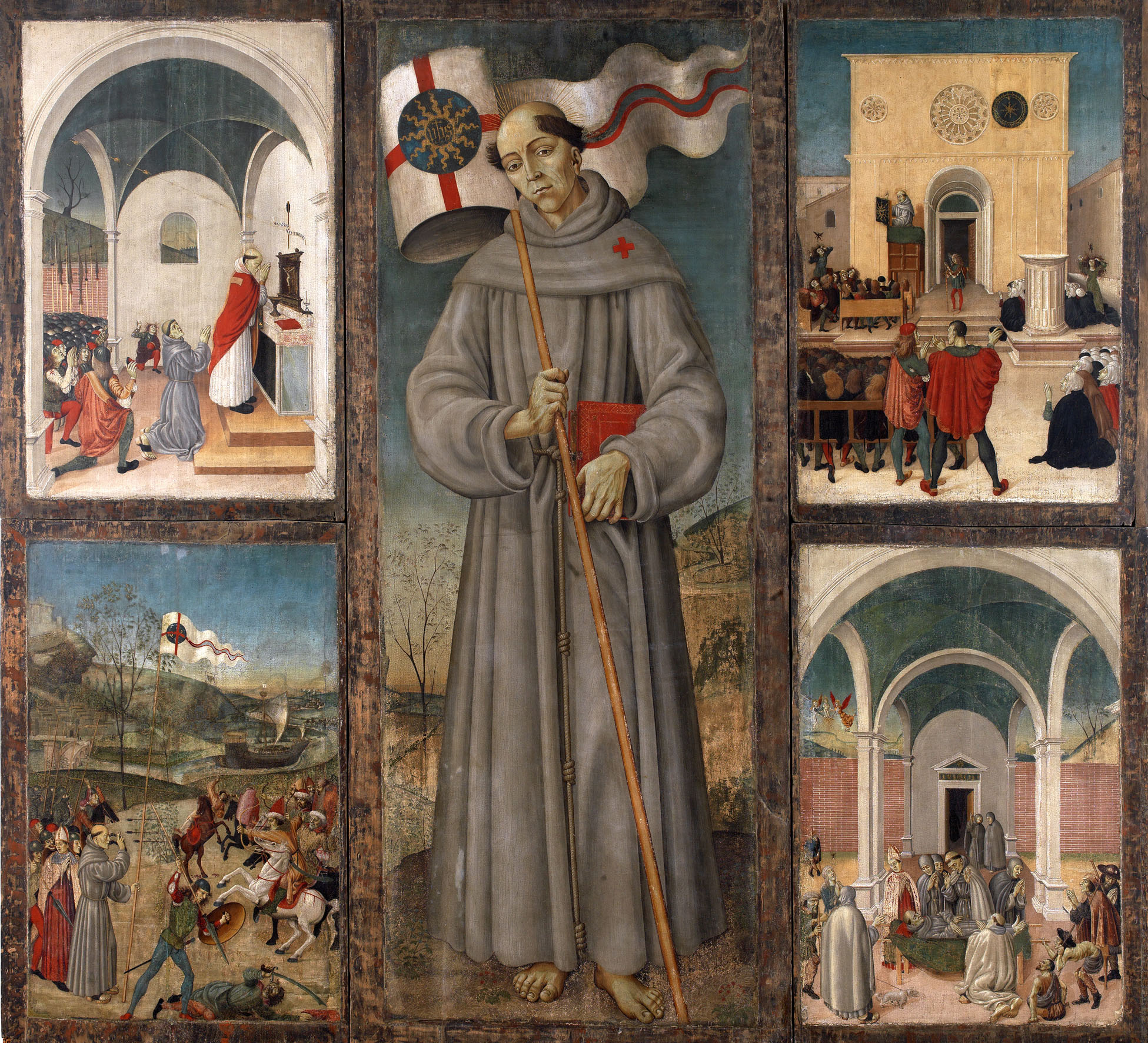
Kapisztrán János életének jeleneteit ábrázoló oltárkép
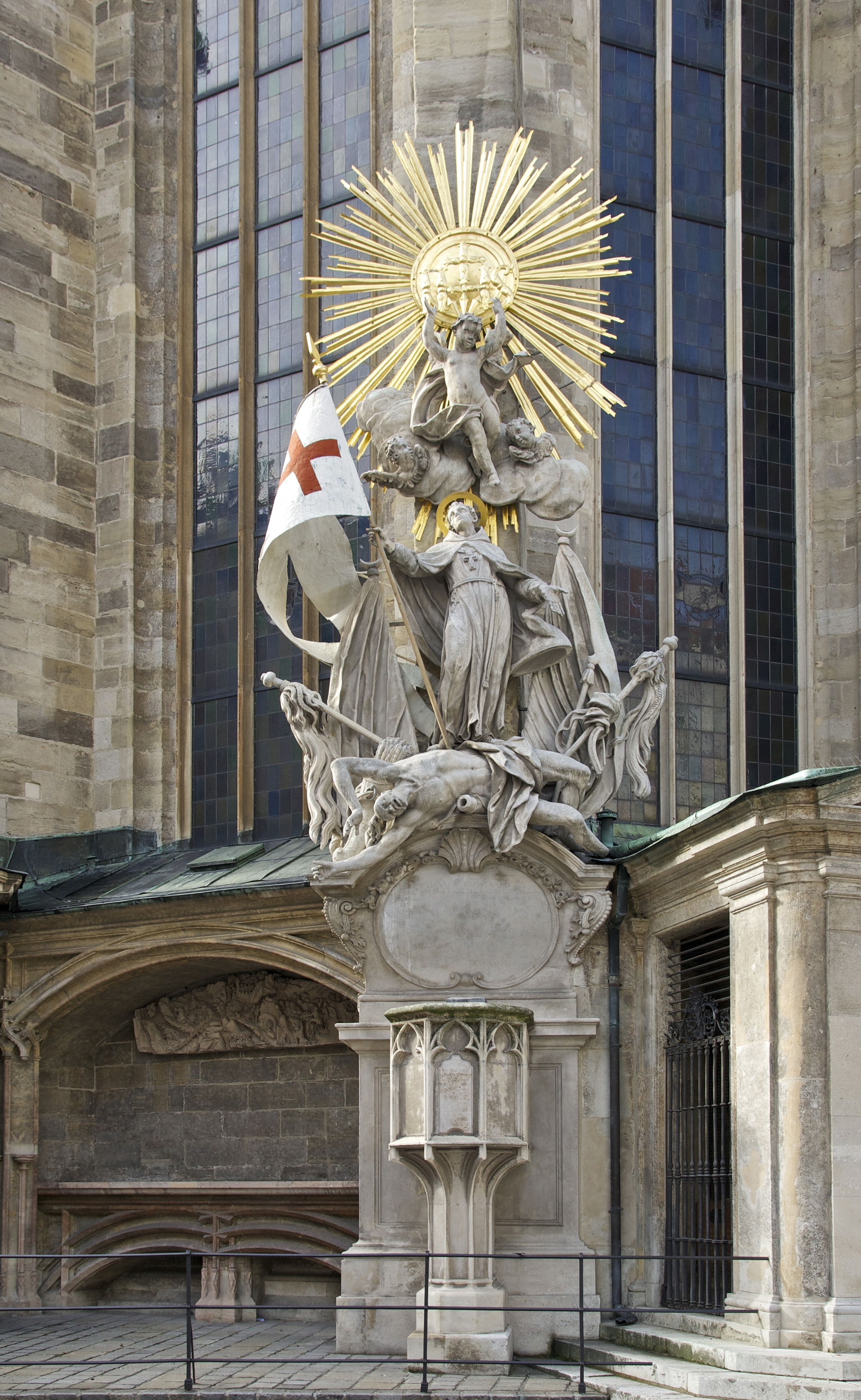
Kapisztrán szószéke Bécsben a Szent István-székesegyház (Stephanskirche) díszítménye
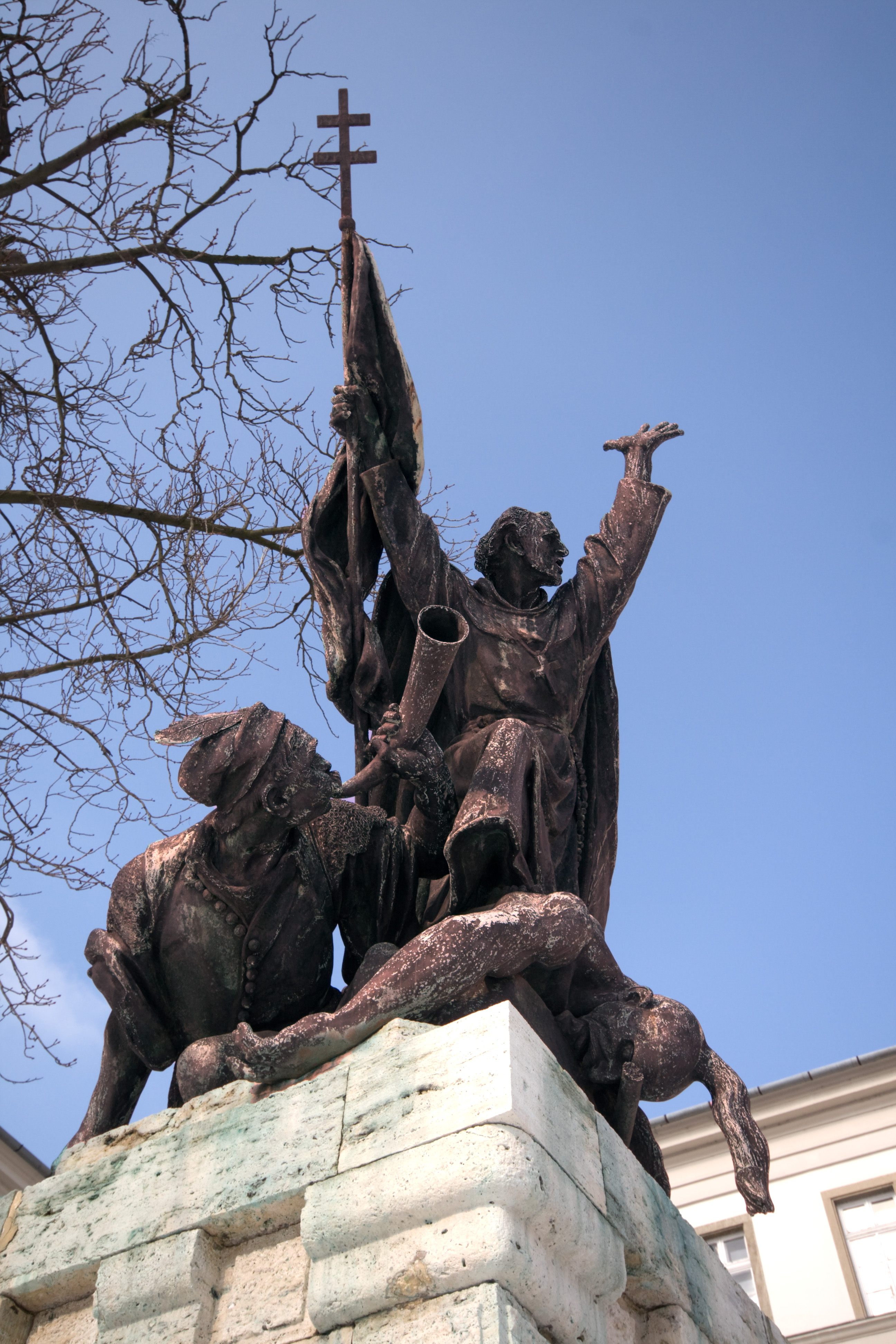
Kapisztrán Szent János szobra a budai várban
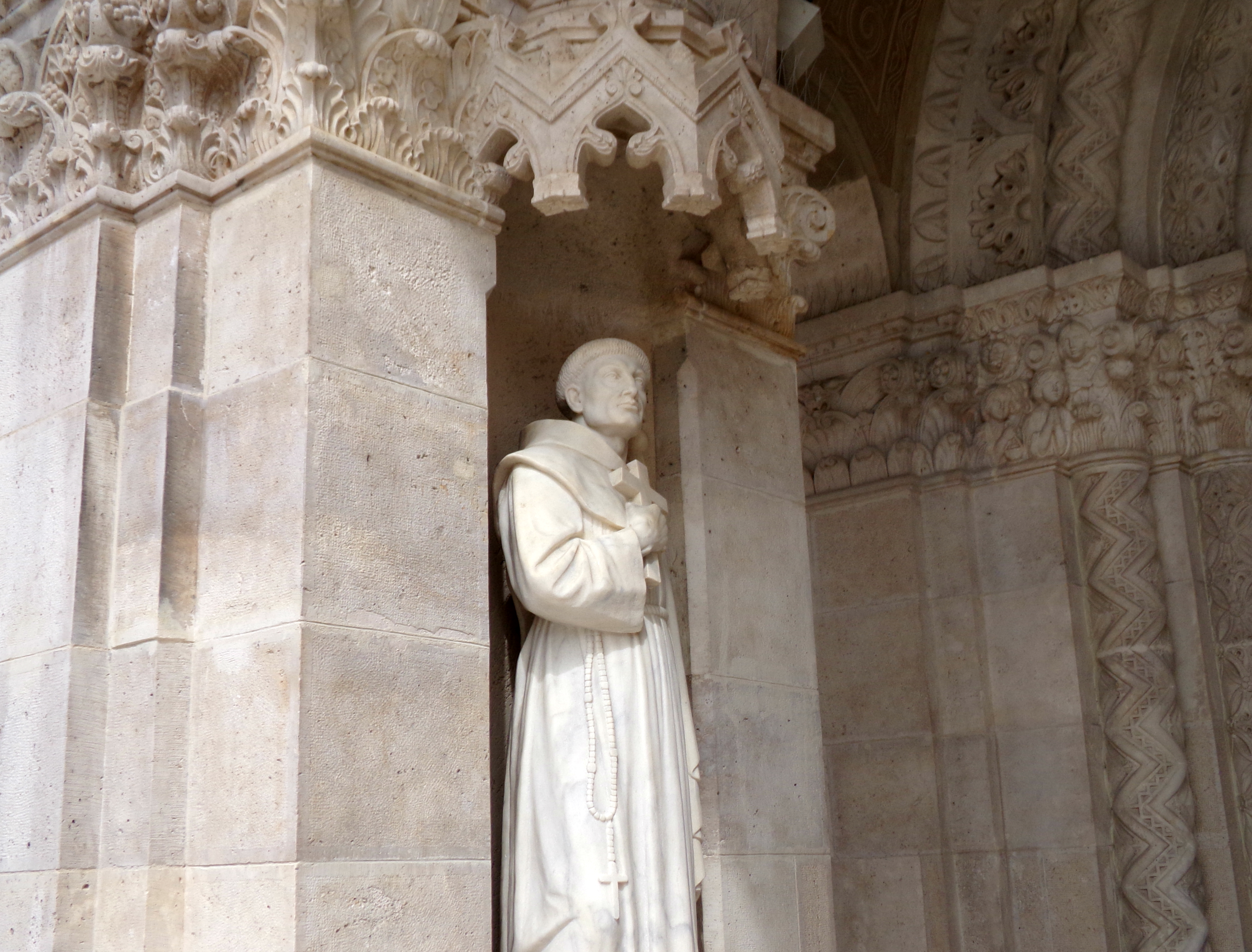
Kapisztrán Szent János szobra Szegeden, a Szegedi Dóm bejáratánál
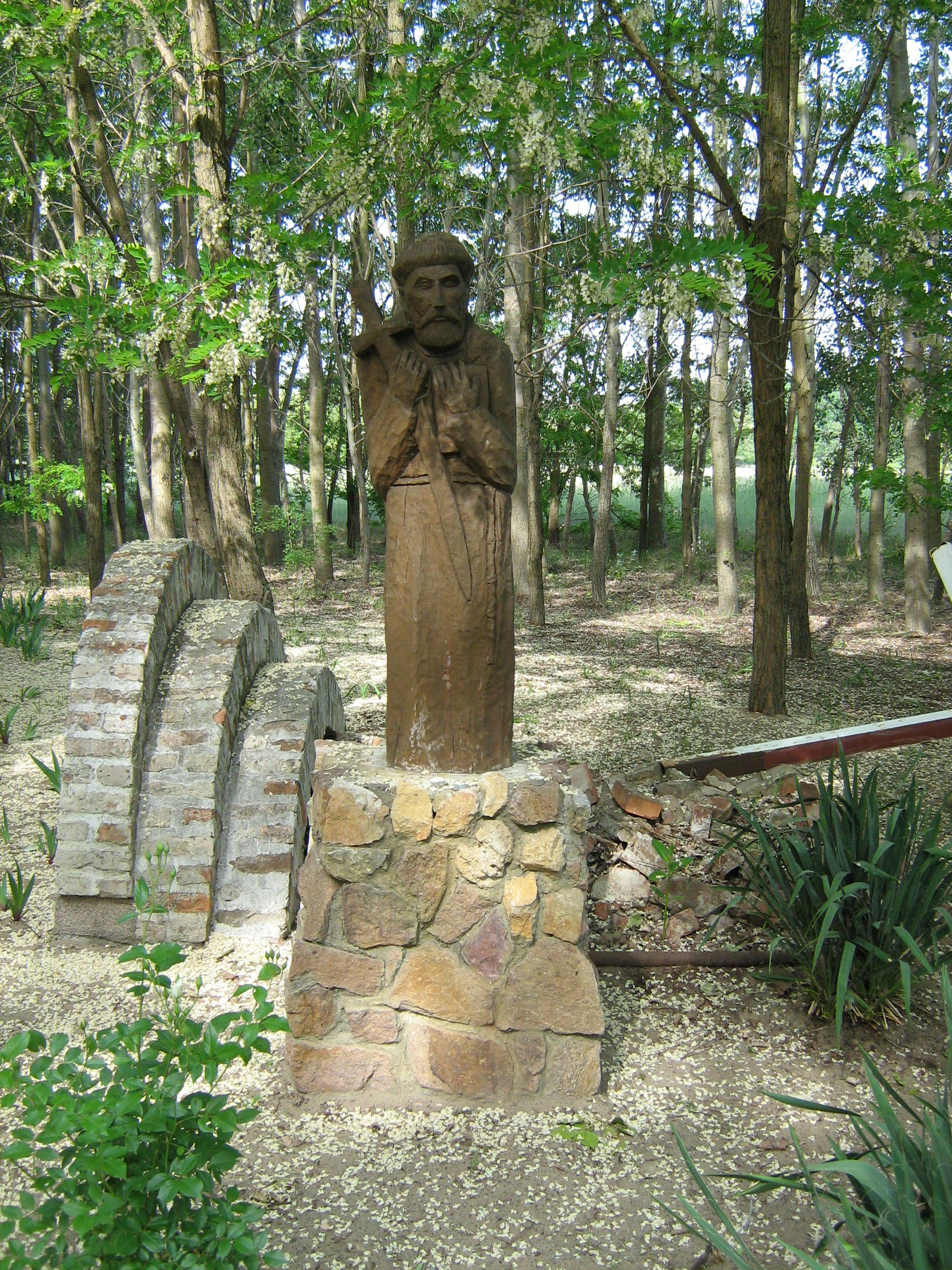
Kapisztrán János szobra Kiskunmajsán az 56-os kápolnánál
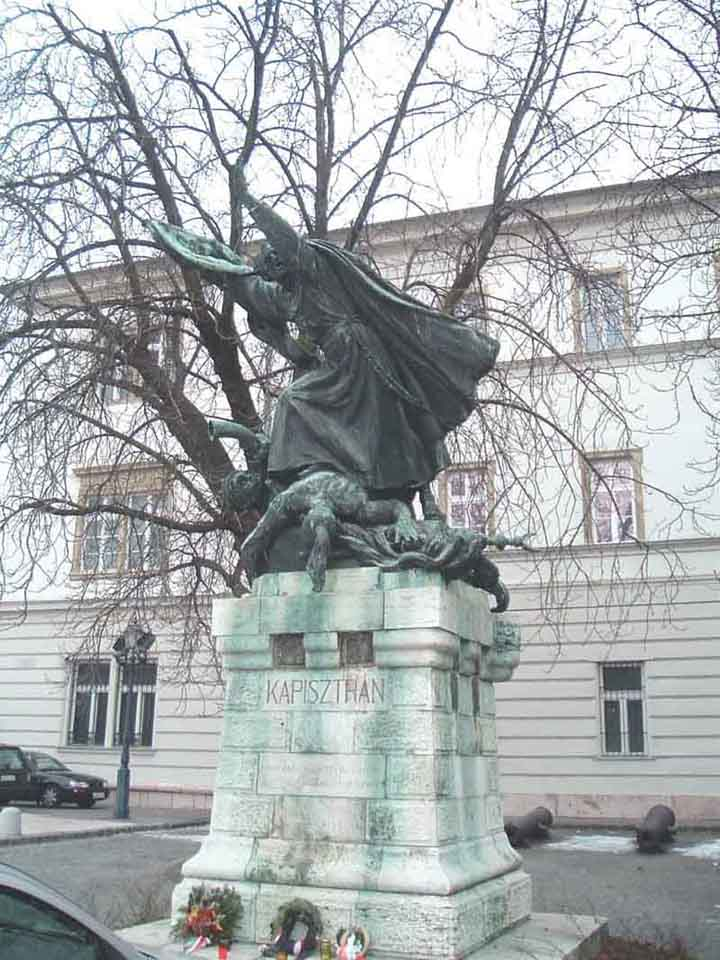
Kapisztrán János emlékműve Budapesten a Kapisztrán téren
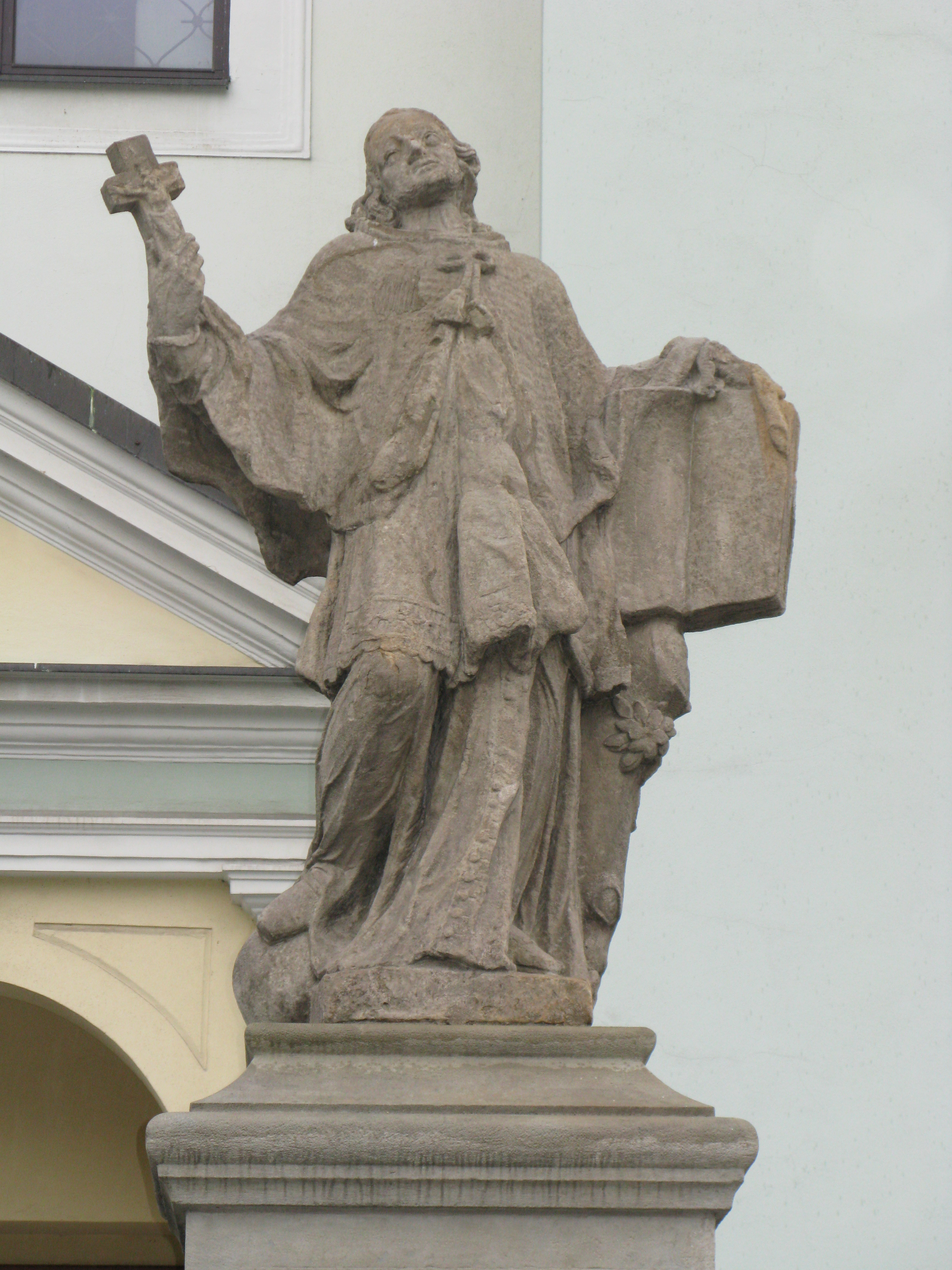
Kapisztrán Szent János szobra Skoczówban Lengyelország
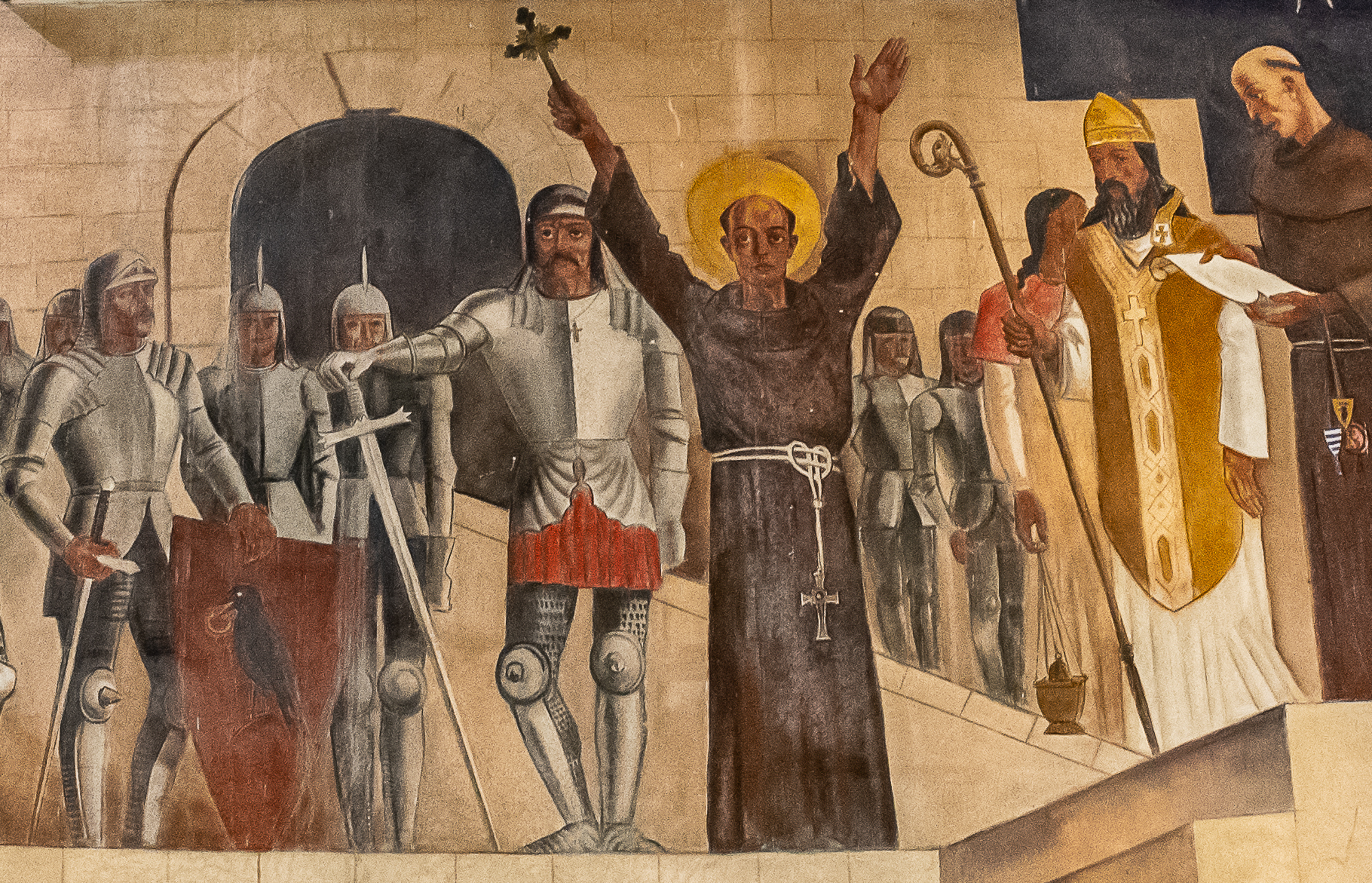
Chiovini Ferenc - Nándorfehérvári diadal (freskó, 1933), Jászszentandrás, Szent Kereszt felmagasztalása templom. Balogh Imre fotója - Hamza Galéria (c)